# Cedusa distincta
Cedusa distincta är en insektsart som först beskrevs av Synave 1973.  Cedusa distincta ingår i släktet Cedusa och familjen Derbidae. Inga underarter finns listade i Catalogue of Life.